# Glen Iris
Glen Iris est un quartier de Melbourne, la capitale du Victoria en Australie. Il est situé à environ 10 km à l'est du centre ville. Il est partagé par la rivière Gardiners Creek en deux zones d'administration locale: environ les trois quarts pour la ville de Boroondara et un quart pour la ville de Stonnington.
Le quartier est le centre-ville de Melbourne pour la population de la ville.